# 梅尔佐
梅尔佐（義大利語：Melzo），是意大利米兰省的一个市镇。总面积8平方公里，人口18373人，人口密度2296.6人/平方公里（2009年）。国家统计（ISTAT）代码为015142。

## 友好城市
- 西班牙佩内德斯自由镇